# I liga argentyńska w piłce nożnej (1925)
W roku 1925 Argentyna miała dwóch mistrzów w rozgrywkach organizowanych przez dwie konkurencyjne federacje piłkarskie.
Mistrzem Argentyny w ramach rozgrywek organizowanych przez federację piłkarską Asociación Argentina de Football został klub CA Huracán, natomiast tytuł wicemistrza Argentyny zdobył klub Nueva Chicago Buenos Aires.
Mistrzem Argentyny w ramach rozgrywek organizowanych przez federację piłkarską Asociación Amateurs de Football został klub Racing Club de Avellaneda, natomiast tytuł wicemistrza Argentyny zdobył klub San Lorenzo de Almagro.

## Primera División - Asociación Argentina de Football
Mistrzem Argentyny w roku 1925 w ramach rozgrywek organizowanych przez federację piłkarską Asociación Argentina de Football został klub CA Huracán, natomiast tytuł wicemistrza Argentyny zdobył klub Nueva Chicago Buenos Aires, który dwa dni po decydującym barażu wystąpił z federacji by kolejnego dnia wstąpić do federacji Asociación Amateurs de Football. Główny faworyt ligi Boca Juniors z powodu podróży do Europy rozegrał tylko 7 meczów i choć nie przegrał ani razu zajął dopiero dwudzieste miejsce. Z ligi nikt nie spadł, a awansował klub Sportivo Balcarce.
Nie rozegrano następujących meczów:
- Del Plata Buenos Aires - CA Temperley
- Universal Buenos Aires - Palermo Buenos Aires
- CA Alvear - Argentino de CA Argentino de Quilmes.

Zmiany nazw klubów:
- Klub Sportivo del Norte zmienił nazwę na Colegiales.
- Klub Retiro Buenos Aires (do 1922 Platense) zmienił nazwę na Universal Buenos Aires.
- Klub Villa Urquiza Buenos Aires zmienił nazwę na General San Martín Buenos Aires.

### Kolejka 1
| Data            | Mecz                                                       |
| --------------- | ---------------------------------------------------------- |
| 5 kwietnia 1925 | Del Plata Buenos Aires - CA Alvear 2:1                     |
| 5 kwietnia 1925 | CA Temperley - Argentino de CA Argentino de Quilmes 2:0    |
| 5 kwietnia 1925 | Nueva Chicago Buenos Aires - Retiro Buenos Aires 2:1       |
| 5 kwietnia 1925 | Palermo Buenos Aires - Chacarita Juniors 2:0               |
| 5 kwietnia 1925 | Sportivo Dock Sud - Sportivo Barracas Buenos Aires 0:2     |
| 5 kwietnia 1925 | Argentinos Juniors - Porteño Buenos Aires 3:2              |
| 5 kwietnia 1925 | San Fernando Buenos Aires - Club Argentino de Banfield 0:0 |
| 5 kwietnia 1925 | Sportsman Buenos Aires - Boca Alumni Buenos Aires 2:0      |
| 5 kwietnia 1925 | CA Huracán - Villa Urquiza Buenos Aires 1:0                |
| 5 kwietnia 1925 | Club El Porvenir - Club Progresista 2:0                    |
| 5 kwietnia 1925 | CA All Boys - Colegiales Buenos Aires 3:1                  |

### Kolejka 2
| Data                 | Mecz                                                                         |
| -------------------- | ---------------------------------------------------------------------------- |
| 12 kwietnia 1925     | CA Huracán - Club Argentino de Banfield 4:1                                  |
| 12 kwietnia 1925     | Boca Alumni Buenos Aires - Retiro Buenos Aires 1:0                           |
| 12 kwietnia 1925     | Argentino de CA Argentino de Quilmes - Sportsman Buenos Aires 1:0 L. Rimazza |
| 12 kwietnia 1925     | Club Progresista - CA Alvear 1:0                                             |
| 12 kwietnia 1925     | Villa Urquiza Buenos Aires - Del Plata Buenos Aires 1:0                      |
| 12 kwietnia 1925     | Nueva Chicago Buenos Aires - Sportivo Dock Sud 1:0                           |
| 12 kwietnia 1925     | Chacarita Juniors - San Fernando Buenos Aires 1:1                            |
| 5 lipca 1925         | Colegiales Buenos Aires - Club El Porvenir 1:0                               |
| 9 września 1925      | CA Temperley - Argentinos Juniors 3:1                                        |
| 25 października 1925 | Palermo Buenos Aires - Sportivo Barracas Buenos Aires 2:1                    |

### Kolejka 3
| Data             | Mecz                                                                      |
| ---------------- | ------------------------------------------------------------------------- |
| 19 kwietnia 1925 | CA Huracán - CA Temperley 1:0                                             |
| 19 kwietnia 1925 | Argentinos Juniors - Sportsman Buenos Aires 0:0                           |
| 19 kwietnia 1925 | Club El Porvenir - Nueva Chicago Buenos Aires 1:3 J. Médice - ?, ?        |
| 19 kwietnia 1925 | Del Plata Buenos Aires - Palermo Buenos Aires 1:0                         |
| 19 kwietnia 1925 | Club Argentino de Banfield - Porteño Buenos Aires 1:0                     |
| 19 kwietnia 1925 | Colegiales Buenos Aires - Club Progresista 2:1                            |
| 19 kwietnia 1925 | Chacarita Juniors - CA All Boys 3:0                                       |
| 19 kwietnia 1925 | Sportivo Barracas Buenos Aires - Argentino de CA Argentino de Quilmes 1:0 |
| 9 września 1925  | Villa Urquiza Buenos Aires - San Fernando Buenos Aires 4:2                |

### Kolejka 4
| Data             | Mecz                                                               |
| ---------------- | ------------------------------------------------------------------ |
| 26 kwietnia 1925 | CA Huracán - Argentino de CA Argentino de Quilmes 3:0              |
| 26 kwietnia 1925 | Nueva Chicago Buenos Aires - Palermo Buenos Aires 2:0              |
| 26 kwietnia 1925 | Villa Urquiza Buenos Aires - Club El Porvenir 0:1 Francisco Gondar |
| 26 kwietnia 1925 | Sportivo Dock Sud - Colegiales Buenos Aires 0:0                    |
| 26 kwietnia 1925 | CA Temperley - Porteño Buenos Aires 2:2                            |
| 26 kwietnia 1925 | Club Progresista - Del Plata Buenos Aires 2:0                      |
| 26 kwietnia 1925 | Sportsman Buenos Aires - Retiro Buenos Aires 0:0                   |
| 26 kwietnia 1925 | Chacarita Juniors - Club Argentino de Banfield 2:1                 |
| 26 kwietnia 1925 | CA All Boys - San Fernando Buenos Aires 1:0                        |
| 26 kwietnia 1925 | Sportivo Barracas Buenos Aires - Argentinos Juniors 0:0            |

### Kolejka 5
| Data        | Mecz                                                                                     |
| ----------- | ---------------------------------------------------------------------------------------- |
| 3 maja 1925 | Chacarita Juniors - CA Huracán 1:2                                                       |
| 3 maja 1925 | San Fernando Buenos Aires - Sportivo Barracas Buenos Aires 0:1                           |
| 3 maja 1925 | CA Temperley - Sportsman Buenos Aires 2:1                                                |
| 3 maja 1925 | Argentino de CA Argentino de Quilmes - Sportivo Dock Sud 2:1 C. Videpont, L. Rimazza - ? |
| 3 maja 1925 | Porteño Buenos Aires - Club Progresista 1:1                                              |
| 3 maja 1925 | Colegiales Buenos Aires - Club Argentino de Banfield 3:1                                 |
| 3 maja 1925 | Boca Alumni Buenos Aires - CA All Boys vo walkower dla Boca Alumni Buenos Aires          |
| 3 maja 1925 | Villa Urquiza Buenos Aires - Argentinos Juniors vo walkower dla Argentinos Juniors       |

### Kolejka 6
| Data         | Mecz                                                                              |
| ------------ | --------------------------------------------------------------------------------- |
| 17 maja 1925 | CA Huracán - Club El Porvenir 1:1 ? - Alejandro N. de los Santos                  |
| 17 maja 1925 | Nueva Chicago Buenos Aires - Club Argentino de Banfield 3:1                       |
| 17 maja 1925 | Sportivo Barracas Buenos Aires - CA Alvear 2:0                                    |
| 17 maja 1925 | Boca Alumni Buenos Aires - Chacarita Juniors 1:1                                  |
| 17 maja 1925 | Del Plata Buenos Aires - Argentinos Juniors 1:0                                   |
| 17 maja 1925 | Club Progresista - Argentino de CA Argentino de Quilmes 2:2 ?, ? - L. Rimazza (2) |
| 17 maja 1925 | Palermo Buenos Aires - Colegiales Buenos Aires 2:0                                |
| 17 maja 1925 | Sportsman Buenos Aires - CA All Boys 0:0                                          |
| 17 maja 1925 | Sportivo Dock Sud - Porteño Buenos Aires 1:0                                      |
| 17 maja 1925 | Retiro Buenos Aires - San Fernando Buenos Aires 1:0                               |

### Kolejka 7
| Data         | Mecz                                                                                    |
| ------------ | --------------------------------------------------------------------------------------- |
| 21 maja 1925 | Club Progresista - Nueva Chicago Buenos Aires 1:1                                       |
| 21 maja 1925 | Sportsman Buenos Aires - CA Huracán 2:0                                                 |
| 21 maja 1925 | Chacarita Juniors - Sportivo Barracas Buenos Aires 1:2                                  |
| 21 maja 1925 | Colegiales Buenos Aires - CA Temperley 1:4                                              |
| 21 maja 1925 | Club El Porvenir - Retiro Buenos Aires 2:2 J. Médice, Alejandro N. de los Santos - ?, ? |
| 21 maja 1925 | Palermo Buenos Aires - Argentinos Juniors 1:0                                           |
| 21 maja 1925 | CA All Boys - CA Alvear 1:2                                                             |
| 21 maja 1925 | Club Argentino de Banfield - Sportivo Dock Sud 2:0                                      |
| 21 maja 1925 | Villa Urquiza Buenos Aires - Boca Alumni Buenos Aires 0:1                               |
| 21 maja 1925 | San Fernando Buenos Aires - Porteño Buenos Aires 1:1                                    |

### Kolejka 8
| Data         | Mecz                                                                       |
| ------------ | -------------------------------------------------------------------------- |
| 31 maja 1925 | CA Huracán - Retiro Buenos Aires 3:2                                       |
| 31 maja 1925 | Nueva Chicago Buenos Aires - San Fernando Buenos Aires 3:0                 |
| 31 maja 1925 | Porteño Buenos Aires - Sportivo Barracas Buenos Aires 1:1                  |
| 31 maja 1925 | Del Plata Buenos Aires - Colegiales Buenos Aires 0:0                       |
| 31 maja 1925 | Argentinos Juniors - Club Progresista 1:2                                  |
| 31 maja 1925 | Sportivo Dock Sud - Palermo Buenos Aires 1:1                               |
| 31 maja 1925 | Villa Urquiza Buenos Aires - Sportsman Buenos Aires 0:0                    |
| 31 maja 1925 | Club Argentino de Banfield - Boca Alumni Buenos Aires 6:1                  |
| 31 maja 1925 | CA Alvear - Club El Porvenir 0:3 Tubio, Médice, Alejandro N. de los Santos |
| 31 maja 1925 | Argentino de CA Argentino de Quilmes - CA All Boys 0:0                     |

### Kolejka 9
| Data            | Mecz |
| --------------- | --- |
| 7 czerwca 1925  | CA Huracán - Argentinos Juniors 4:1                                                                                                  |
| 7 czerwca 1925  | Nueva Chicago Buenos Aires - CA All Boys 1:1                                                                                         |
| 7 czerwca 1925  | Palermo Buenos Aires - CA Temperley 2:1                                                                                              |
| 7 czerwca 1925  | Club Argentino de Banfield - Club Progresista 2:0                                                                                    |
| 7 czerwca 1925  | Chacarita Juniors - Club El Porvenir 2:1 mecz przerwany - dokończony 3 stycznia 1926 roku                                            |
| 7 czerwca 1925  | Sportivo Barracas Buenos Aires - Boca Alumni Buenos Aires 0:0 mecz przerwany w 39 minucie - nie został dokończony, a wynik zachowano |
| 7 czerwca 1925  | Argentino de CA Argentino de Quilmes - Porteño Buenos Aires 2:1                                                                      |
| 7 czerwca 1925  | Sportivo Dock Sud - Villa Urquiza Buenos Aires 0:0                                                                                   |
| 7 czerwca 1925  | Retiro Buenos Aires - Colegiales Buenos Aires 0:0                                                                                    |
| 5 lipca 1925    | Sportsman Buenos Aires - San Fernando Buenos Aires 1:0                                                                               |
| 3 stycznia 1926 | Chacarita Juniors - Club El Porvenir 5:1 dokończenie meczu z 7 czerwca 1925 roku                                                     |

### Kolejka 10
| Data            | Mecz                                                            |
| --------------- | --------------------------------------------------------------- |
| 14 czerwca 1925 | CA Huracán - CA All Boys 1:0                                    |
| 14 czerwca 1925 | Del Plata Buenos Aires - Porteño Buenos Aires 1:0               |
| 14 czerwca 1925 | Nueva Chicago Buenos Aires - Sportivo Barracas Buenos Aires 4:0 |
| 14 czerwca 1925 | Retiro Buenos Aires - Argentino de CA Argentino de Quilmes 1:0  |
| 14 czerwca 1925 | Sportsman Buenos Aires - CA Alvear 3:2                          |
| 14 czerwca 1925 | Club Progresista - Sportivo Dock Sud 0:0                        |
| 14 czerwca 1925 | Argentinos Juniors - Colegiales Buenos Aires 1:1                |
| 14 czerwca 1925 | Palermo Buenos Aires - San Fernando Buenos Aires 2:1            |
| 14 czerwca 1925 | Chacarita Juniors - Villa Urquiza Buenos Aires 1:0              |

### Kolejka 11
| Data            | Mecz                                                                                      |
| --------------- | ----------------------------------------------------------------------------------------- |
| 21 czerwca 1925 | CA Huracán - Porteño Buenos Aires 6:0                                                     |
| 21 czerwca 1925 | Del Plata Buenos Aires - Club Argentino de Banfield 1:1                                   |
| 21 czerwca 1925 | CA Temperley - Sportivo Barracas Buenos Aires 2:0                                         |
| 21 czerwca 1925 | Retiro Buenos Aires - Chacarita Juniors 1:1                                               |
| 21 czerwca 1925 | Colegiales Buenos Aires - Sportsman Buenos Aires 1:0                                      |
| 21 czerwca 1925 | Villa Urquiza Buenos Aires - Club Progresista 1:1                                         |
| 21 czerwca 1925 | Argentinos Juniors - CA All Boys 0:0                                                      |
| 21 czerwca 1925 | Boca Alumni Buenos Aires - Palermo Buenos Aires 1:1                                       |
| 21 czerwca 1925 | Sportivo Dock Sud - CA Alvear 3:0                                                         |
| 21 czerwca 1925 | San Fernando Buenos Aires - Club El Porvenir 0:2 L. Colombano, Alejandro N. de los Santos |

### Kolejka 12
| Data            | Mecz                                                                                               |
| --------------- | -------------------------------------------------------------------------------------------------- |
| 28 czerwca 1925 | CA Huracán - San Fernando Buenos Aires 2:1                                                         |
| 28 czerwca 1925 | Club El Porvenir - Argentino de CA Argentino de Quilmes 4:0 Médice (3), Alejandro N. de los Santos |
| 28 czerwca 1925 | CA Temperley - CA All Boys 4:0                                                                     |
| 28 czerwca 1925 | Chacarita Juniors - Club Progresista 3:0                                                           |
| 28 czerwca 1925 | CA Alvear - Colegiales Buenos Aires 0:0                                                            |
| 28 czerwca 1925 | Nueva Chicago Buenos Aires - Del Plata Buenos Aires 3:1                                            |
| 28 czerwca 1925 | Villa Urquiza Buenos Aires - Palermo Buenos Aires 3:0                                              |
| 28 czerwca 1925 | Argentinos Juniors - Club Argentino de Banfield 0:0                                                |
| 28 czerwca 1925 | Sportivo Barracas Buenos Aires - Sportsman Buenos Aires 2:1                                        |
| 28 czerwca 1925 | Retiro Buenos Aires - Sportivo Dock Sud 1:1                                                        |
| 28 czerwca 1925 | Porteño Buenos Aires - Boca Alumni Buenos Aires 1:1                                                |

Klub Retiro Buenos Aires zmienił nazwę na Universal Buenos Aires.

### Kolejka 13
| Data          | Mecz                                                                                 |
| ------------- | ------------------------------------------------------------------------------------ |
| 26 lipca 1925 | Chacarita Juniors - Colegiales Buenos Aires 4:0                                      |
| 26 lipca 1925 | CA All Boys - Palermo Buenos Aires 1:0                                               |
| 26 lipca 1925 | Argentino de CA Argentino de Quilmes - Villa Urquiza Buenos Aires 1:1 L. Rimazza - ? |
| 26 lipca 1925 | Porteño Buenos Aires - CA Alvear 1:0                                                 |
| 26 lipca 1925 | San Fernando Buenos Aires - Sportivo Dock Sud 2:0                                    |
| 26 lipca 1925 | Del Plata Buenos Aires - Boca Alumni Buenos Aires 2:0                                |
| 26 lipca 1925 | Nueva Chicago Buenos Aires - CA Temperley 3:0                                        |
| 26 lipca 1925 | Sportsman Buenos Aires - Club El Porvenir 1:2 ? - Médice, Colombano                  |
| 26 lipca 1925 | Sportivo Barracas Buenos Aires - Club Argentino de Banfield 1:1                      |
| 26 lipca 1925 | Argentinos Juniors - Universal Buenos Aires walkower dla Universal Buenos Aires      |

### Kolejka 14
| Data            | Mecz                                                                        |
| --------------- | --------------------------------------------------------------------------- |
| 9 sierpnia 1925 | CA Huracán - Del Plata Buenos Aires 5:1                                     |
| 9 sierpnia 1925 | Sportivo Barracas Buenos Aires - Colegiales Buenos Aires 1:0                |
| 9 sierpnia 1925 | Club El Porvenir - Sportivo Dock Sud 2:1 Manuel Seoane, Francisco Gondar- ? |
| 9 sierpnia 1925 | Nueva Chicago Buenos Aires - Villa Urquiza Buenos Aires 1:0                 |
| 9 sierpnia 1925 | Club Argentino de Banfield - CA Alvear 4:0                                  |
| 9 sierpnia 1925 | Porteño Buenos Aires - CA All Boys 3:3                                      |
| 9 sierpnia 1925 | Club Progresista - Boca Alumni Buenos Aires 0:0                             |
| 9 sierpnia 1925 | Chacarita Juniors - Sportsman Buenos Aires 5:0                              |
| 9 sierpnia 1925 | San Fernando Buenos Aires - Argentinos Juniors 2:0                          |
| 9 sierpnia 1925 | CA Temperley - Universal Buenos Aires walkower dla Temperley                |

### Kolejka 15
| Data                | Mecz                                                          |
| ------------------- | ------------------------------------------------------------- |
| 23 sierpnia 1925    | CA Huracán - Palermo Buenos Aires 0:0                         |
| 23 sierpnia 1925    | Nueva Chicago Buenos Aires - Sportsman Buenos Aires 1:0       |
| 23 sierpnia 1925    | Chacarita Juniors - Porteño Buenos Aires 1:1                  |
| 23 sierpnia 1925    | Boca Alumni Buenos Aires - Colegiales Buenos Aires 3:1        |
| 23 sierpnia 1925    | CA Temperley - San Fernando Buenos Aires 3:1                  |
| 23 sierpnia 1925    | Sportivo Barracas Buenos Aires - Del Plata Buenos Aires 6:1   |
| 23 sierpnia 1925    | Universal Buenos Aires - Club Progresista 1:1                 |
| 23 sierpnia 1925    | Argentinos Juniors - Argentino de CA Argentino de Quilmes 3:1 |
| 23 sierpnia 1925    | Villa Urquiza Buenos Aires - CA Alvear 4:2                    |
| 4 października 1925 | Club Argentino de Banfield - CA All Boys 2:1                  |

### Kolejka 16
| Data                | Mecz                                                                                               |
| ------------------- | -------------------------------------------------------------------------------------------------- |
| 30 sierpnia 1925    | CA Huracán - CA Alvear 3:0                                                                         |
| 30 sierpnia 1925    | Nueva Chicago Buenos Aires - Boca Alumni Buenos Aires 2:0                                          |
| 30 sierpnia 1925    | Boca Juniors - Palermo Buenos Aires 2:0                                                            |
| 30 sierpnia 1925    | Club El Porvenir - CA Temperley 0:0                                                                |
| 30 sierpnia 1925    | CA All Boys - Del Plata Buenos Aires 3:1                                                           |
| 30 sierpnia 1925    | Club Argentino de Banfield - Universal Buenos Aires 3:0                                            |
| 30 sierpnia 1925    | Villa Urquiza Buenos Aires - Sportivo Barracas Buenos Aires 0:0                                    |
| 30 sierpnia 1925    | Argentinos Juniors - Sportivo Dock Sud 2:2                                                         |
| 30 sierpnia 1925    | Colegiales Buenos Aires - San Fernando Buenos Aires 1:0                                            |
| 30 sierpnia 1925    | Argentino de CA Argentino de Quilmes - Chacarita Juniors 3:3 J. C. Irurieta (2), L. Rimazza - ?, ? |
| 4 października 1925 | Porteño Buenos Aires - Sportsman Buenos Aires 1:1                                                  |

### Kolejka 17
| Data             | Mecz                                                                                        |
| ---------------- | ------------------------------------------------------------------------------------------- |
| 13 września 1925 | Boca Juniors - Villa Urquiza Buenos Aires 1:1                                               |
| 13 września 1925 | CA Huracán - Sportivo Barracas Buenos Aires 2:0                                             |
| 13 września 1925 | Nueva Chicago Buenos Aires - Porteño Buenos Aires 4:1                                       |
| 13 września 1925 | Club Progresista - CA Temperley 1:1                                                         |
| 13 września 1925 | Argentino de CA Argentino de Quilmes - Colegiales Buenos Aires 2:1 F. Duch, L. Rimazza - ?  |
| 13 września 1925 | Del Plata Buenos Aires - Club El Porvenir 1:2 ? - Manuel Seoane, Alejandro N. de los Santos |
| 13 września 1925 | Chacarita Juniors - Argentinos Juniors 1:0                                                  |
| 13 września 1925 | Sportsman Buenos Aires - Sportivo Dock Sud 1:1                                              |
| 13 września 1925 | San Fernando Buenos Aires - Boca Alumni Buenos Aires 4:0                                    |
| 13 września 1925 | Palermo Buenos Aires - CA Alvear 3:0                                                        |

### Kolejka 18
| Data             | Mecz |
| ---------------- | --- |
| 20 września 1925 | Boca Juniors - Sportivo Barracas Buenos Aires 1:0                                                                |
| 20 września 1925 | Nueva Chicago Buenos Aires - Colegiales Buenos Aires 2:2 mecz przerwany - punkty przyznano klubowi Nueva Chicago |
| 20 września 1925 | CA Temperley - Club Argentino de Banfield 1:0                                                                    |
| 20 września 1925 | Club El Porvenir - Porteño Buenos Aires 4:0                                                                      |
| 20 września 1925 | Club Progresista - San Fernando Buenos Aires 0:0                                                                 |
| 20 września 1925 | Villa Urquiza Buenos Aires - Universal Buenos Aires 3:0                                                          |
| 20 września 1925 | Argentinos Juniors - CA Alvear 1:0                                                                               |
| 20 września 1925 | Sportsman Buenos Aires - Palermo Buenos Aires 2:0                                                                |
| 20 września 1925 | Boca Alumni Buenos Aires - Argentino de CA Argentino de Quilmes 2:2                                              |
| 20 września 1925 | Sportivo Dock Sud - Del Plata Buenos Aires 2:0                                                                   |

### Kolejka 19
| Data                 | Mecz                                                           |
| -------------------- | -------------------------------------------------------------- |
| 5 lipca 1925         | Porteño Buenos Aires - Villa Urquiza Buenos Aires 2:1          |
| 18 października 1925 | Sportivo Dock Sud - Boca Alumni Buenos Aires 1:1               |
| 25 października 1925 | Del Plata Buenos Aires - Universal Buenos Aires 2:1            |
| 25 października 1925 | San Fernando Buenos Aires - CA Alvear 1:0                      |
| 11 listopada 1925    | Sportivo Dock Sud - CA Huracán 0:5                             |
| 11 listopada 1925    | Boca Juniors - Club Progresista 3:1                            |
| 3 stycznia 1926      | Argentinos Juniors - Nueva Chicago Buenos Aires 0:2            |
| 3 stycznia 1926      | CA Temperley - Boca Alumni Buenos Aires walkower dla Temperley |

Klub Villa Urquiza Buenos Aires zmienił nazwę na General San Martín Buenos Aires.

### Kolejka 20
| Data                 | Mecz                                                                                |
| -------------------- | ----------------------------------------------------------------------------------- |
| 9 września 1925      | Club Argentino de Banfield - Palermo Buenos Aires 2:3                               |
| 11 października 1925 | CA Huracán - Colegiales Buenos Aires 3:1                                            |
| 11 października 1925 | Boca Juniors - Boca Alumni Buenos Aires 3:0                                         |
| 11 października 1925 | Nueva Chicago Buenos Aires - Chacarita Juniors 2:0                                  |
| 11 października 1925 | Club El Porvenir - Sportivo Barracas Buenos Aires 2:0                               |
| 11 października 1925 | Porteño Buenos Aires - Universal Buenos Aires 3:2                                   |
| 11 października 1925 | Argentino de CA Argentino de Quilmes - San Fernando Buenos Aires 1:1 A. Vázquez - ? |
| 11 października 1925 | Argentinos Juniors - Club El Porvenir walkower dla El Porvenir                      |

### Kolejka 21
| Data                 | Mecz                                                                                 |
| -------------------- | ------------------------------------------------------------------------------------ |
| 22 sierpnia 1925     | CA Huracán - Nueva Chicago Buenos Aires 1:0 Onzari - Maure                           |
| 25 października 1925 | Colegiales Buenos Aires - Porteño Buenos Aires 2:1                                   |
| 1 listopada 1925     | Argentinos Juniors - Boca Juniors 0:2                                                |
| 1 listopada 1925     | Club Progresista - Sportivo Barracas Buenos Aires 5:2                                |
| 1 listopada 1925     | Club El Porvenir - Palermo Buenos Aires 2:0 Médice, Manuel Seoane                    |
| 1 listopada 1925     | CA Temperley - Chacarita Juniors 2:0                                                 |
| 1 listopada 1925     | General San Martín Buenos Aires - Club Argentino de Banfield 2:1                     |
| 1 listopada 1925     | Del Plata Buenos Aires - Argentino de CA Argentino de Quilmes 1:1 ? - J. C. Irurieta |
| 1 listopada 1925     | Boca Alumni Buenos Aires - CA Alvear 2:0                                             |

### Kolejka 22
| Data                 | Mecz                                                            |
| -------------------- | --------------------------------------------------------------- |
| 9 września 1925      | Del Plata Buenos Aires - Chacarita Juniors 0:2                  |
| 18 października 1925 | Universal Buenos Aires - Sportivo Barracas Buenos Aires 3:2     |
| 8 listopada 1925     | Boca Juniors - San Fernando Buenos Aires 4:1                    |
| 8 listopada 1925     | Nueva Chicago Buenos Aires - CA Alvear 3:1                      |
| 8 listopada 1925     | Club El Porvenir - CA All Boys 5:1                              |
| 8 listopada 1925     | CA Temperley - General San Martín Buenos Aires 7:0              |
| 8 listopada 1925     | Boca Alumni Buenos Aires - Argentinos Juniors 0:0               |
| 8 listopada 1925     | CA Huracán - Club Progresista 3:1                               |
| 8 listopada 1925     | Palermo Buenos Aires - Argentino de CA Argentino de Quilmes 2:0 |

### Kolejka 23
| Data                | Mecz                                                                                      |
| ------------------- | ----------------------------------------------------------------------------------------- |
| 4 października 1925 | General San Martín Buenos Aires - Colegiales Buenos Aires 1:0                             |
| 15 listopada 1925   | CA Huracán - Boca Alumni Buenos Aires 1:0                                                 |
| 15 listopada 1925   | Nueva Chicago Buenos Aires - Argentino de CA Argentino de Quilmes 2:0                     |
| 15 listopada 1925   | CA All Boys - Universal Buenos Aires 1:1                                                  |
| 15 listopada 1925   | Chacarita Juniors - CA Alvear 2:0                                                         |
| 15 listopada 1925   | Del Plata Buenos Aires - San Fernando Buenos Aires 2:1                                    |
| 15 listopada 1925   | Palermo Buenos Aires - Porteño Buenos Aires 6:2                                           |
| 3 stycznia 1926     | Club Argentino de Banfield - Argentino de Quilmes walkower dla Club Argentino de Banfield |

### Mecze z nieznaną datą
| Mecz |
| --- |
| Club Progresista - CA All Boys walkower dla Progresista                                                                                         |
| Sportivo Barracas Buenos Aires - CA All Boys walkower dla Sportivo Barracas mecz nie odbył się, gdyż drużyna All Boys nie przybyła na spotkanie |
| CA All Boys - Sportivo Dock Sud walkower dla Sportivo Dock Sud                                                                                  |
| CA Alvear - Universal Buenos Aires walkower dla Alvear                                                                                          |
| CA Alvear - CA Temperley 1:2 |
| Club Argentino de Banfield - Club El Porvenir 0:0                                                                                               |
| Club Argentino de Banfield - Sportsman Buenos Aires 2:1                                                                                         |
| Boca Alumni Buenos Aires - Club El Porvenir walkower dla El Porvenir                                                                            |
| Chacarita Juniors - Sportivo Dock Sud ?:? |
| Sportsman Buenos Aires - Del Plata Buenos Aires 1:1                                                                                             |
| Palermo Buenos Aires - Club Progresista 2:3 |
| Club Progresista - Sportsman Buenos Aires ?:?                                                                                                   |
| Sportivo Dock Sud - CA Temperley 0:0 |

### Końcowa tabela sezonu 1925 ligi Asociación Argentina de Football
| Poz | Klub                                 | Mecze | Zw | Rem | Por | Pkt | BrZd | BrStr |
| --- | ------------------------------------ | ----- | -- | --- | --- | --- | ---- | ----- |
| 1   | CA Huracán                           | 21    | 18 | 2   | 1   | 38  | 51   | 12    |
| 2   | Nueva Chicago Buenos Aires           | 21    | 18 | 2   | 1   | 38  | 46   | 10    |
| 3   | Club El Porvenir                     | 21    | 14 | 4   | 3   | 32  | 30   | 15    |
| 4   | CA Temperley                         | 20    | 13 | 4   | 3   | 30  | 35   | 14    |
| 5   | Chacarita Juniors                    | 21    | 12 | 4   | 5   | 28  | 42   | 19    |
| 6   | Club Argentino de Banfield           | 21    | 9  | 5   | 7   | 23  | 31   | 23    |
| 7   | Palermo Buenos Aires                 | 21    | 10 | 3   | 8   | 23  | 29   | 26    |
| 8   | General San Martín Buenos Aires      | 22    | 8  | 6   | 8   | 22  | 22   | 24    |
| 9   | Sportivo Barracas Buenos Aires       | 22    | 8  | 6   | 8   | 22  | 22   | 24    |
| 10  | Club Progresista                     | 22    | 6  | 10  | 6   | 22  | 23   | 27    |
| 11  | Sportsman Buenos Aires               | 21    | 5  | 8   | 8   | 18  | 17   | 21    |
| 12  | Del Plata Buenos Aires               | 20    | 7  | 4   | 9   | 18  | 19   | 31    |
| 13  | Sportivo Dock Sud                    | 21    | 4  | 10  | 7   | 18  | 14   | 24    |
| 14  | Colegiales Buenos Aires              | 21    | 6  | 5   | 10  | 17  | 18   | 30    |
| 15  | Boca Alumni Buenos Aires             | 22    | 5  | 7   | 10  | 17  | 13   | 27    |
| 16  | CA All Boys                          | 21    | 5  | 6   | 10  | 16  | 16   | 19    |
| 17  | Universal Buenos Aires               | 20    | 4  | 7   | 9   | 15  | 17   | 25    |
| 18  | Argentino de CA Argentino de Quilmes | 20    | 4  | 7   | 9   | 15  | 18   | 30    |
| 19  | Porteño Buenos Aires                 | 21    | 3  | 8   | 10  | 14  | 24   | 44    |
| 20  | Boca Juniors                         | 7     | 6  | 1   | 0   | 13  | 16   | 3     |
| 21  | San Fernando Buenos Aires            | 22    | 4  | 5   | 13  | 13  | 19   | 30    |
| 22  | Argentinos Juniors                   | 22    | 3  | 7   | 12  | 13  | 13   | 24    |
| 23  | CA Alvear                            | 20    | 2  | 1   | 17  | 5   | 8    | 41    |

Wobec równej liczby punktów dwóch najlepszych drużyn w tabeli rozegrano baraż o mistrzostwo Argentyny.
| Data             | Mecz |
| ---------------- | --- |
| 22 sierpnia 1926 | CA Huracán - Nueva Chicago Buenos Aires 1:1(0:1) mecz rozegrany został na stadionie klubu Sportivo Barracas Sędzia: Celleri. Bramki: 0:1 Maure 4, 1:1 Stábile 63 Club Atlético Huracán: A.Ceresetto - C.Nóbile, J.Pratto, L.Molinari, Antonio Chiessa, C.Federico, A.Loizo, F.Gastelú, G.Stábile, Ángel Chiessa (k), C.Onzari. Club Atlético Nueva Chicago: A.García - F.Locatti (k), F.Voltura, V.Capano, E.Semino, E. Solari, F.Villagra, A.Maure, S.Varela (68 czerwona kartka), F.Minalla, R.Corvetto. |

Ponieważ klub Nueva Chicago Buenos Aires nie przystąpił do gry w dodatkowym czasie, mistrzem Argentyny został CA Huracán. Dnia 24 sierpnia 1926 roku Nueva Chicago Buenos Aires wystąpił z federacji Asociación Argentina de Football, by już następnego dnia (25 sierpnia 1926 roku) wstąpić do konkurencyjnej federacji Asociación Amateurs de Football.

## Primera División - Asociación Amateurs de Football
Mistrzem Argentyny w roku 1925 w ramach rozgrywek organizowanych przez federację piłkarską Asociación Amateurs de Football został klub Racing Club de Avellaneda, natomiast tytuł wicemistrza Argentyny zdobył klub San Lorenzo de Almagro.

### Kolejka 1
| Data            | Mecz                                                                                              |
| --------------- | ------------------------------------------------------------------------------------------------- |
| 5 kwietnia 1925 | River Plate - Estudiantil Porteño Buenos Aires 2:0 Gainzarain, González                           |
| 5 kwietnia 1925 | CA Banfield - Club Atlético Lanús 1:4                                                             |
| 5 kwietnia 1925 | Liberal Argentino Buenos Aires - Excursionistas Buenos Aires 0:0                                  |
| 5 kwietnia 1925 | Racing Club de Avellaneda - Sportivo Almagro Buenos Aires 1:0                                     |
| 5 kwietnia 1925 | Barracas Central Buenos Aires - Ferro Carril Oeste 2:2                                            |
| 5 kwietnia 1925 | CA Tigre - Sportivo Buenos Aires 1:3                                                              |
| 5 kwietnia 1925 | San Lorenzo de Almagro - Defensores de Belgrano Buenos Aires 2:0 Fernando Rivas, Pedro Etchegaray |
| 5 kwietnia 1925 | Argentino del Sud Buenos Aires - Quilmes Athletic Buenos Aires 1:1                                |
| 5 kwietnia 1925 | San Isidro Buenos Aires - Estudiantes La Plata 0:2                                                |
| 5 kwietnia 1925 | CA Platense - CA Estudiantes 2:1                                                                  |
| 5 kwietnia 1925 | CS Palermo - Independiente 0:0                                                                    |
| 5 kwietnia 1925 | Atlanta Buenos Aires - CA Vélez Sarsfield 0:0                                                     |

### Kolejka 2
| Data                 | Mecz                                                                                |
| -------------------- | ----------------------------------------------------------------------------------- |
| 12 kwietnia 1925     | Independiente - Atlanta Buenos Aires 2:2                                            |
| 12 kwietnia 1925     | CA Estudiantes - CS Palermo 0:3                                                     |
| 12 kwietnia 1925     | Estudiantes La Plata - CA Platense 0:0                                              |
| 12 kwietnia 1925     | Quilmes Athletic Buenos Aires - San Isidro Buenos Aires 1:1                         |
| 12 kwietnia 1925     | Defensores de Belgrano Buenos Aires - Argentino del Sud Buenos Aires 0:1            |
| 12 kwietnia 1925     | Sportivo Buenos Aires - San Lorenzo de Almagro 2:2 ?, ? - Luis Monti, Enrique Monti |
| 12 kwietnia 1925     | Ferro Carril Oeste - CA Tigre 1:3                                                   |
| 12 kwietnia 1925     | Sportivo Almagro Buenos Aires - Barracas Central Buenos Aires 0:1                   |
| 12 kwietnia 1925     | Club Atlético Lanús - Liberal Argentino Buenos Aires 0:1                            |
| 12 kwietnia 1925     | Estudiantil Porteño Buenos Aires - CA Banfield 0:1                                  |
| 21 maja 1925         | CA Vélez Sarsfield - Gimnasia y Esgrima La Plata 2:4                                |
| 25 października 1925 | Excursionistas Buenos Aires - Racing Club de Avellaneda 1:1                         |

### Kolejka 3
| Data                 | Mecz                                                                                               |
| -------------------- | -------------------------------------------------------------------------------------------------- |
| 19 kwietnia 1925     | CA Banfield - River Plate 0:3 Gainzarain (2), Liciardi                                             |
| 19 kwietnia 1925     | Liberal Argentino Buenos Aires - Estudiantil Porteño Buenos Aires 1:0                              |
| 19 kwietnia 1925     | Racing Club de Avellaneda - Club Atlético Lanús 1:1                                                |
| 19 kwietnia 1925     | Barracas Central Buenos Aires - Excursionistas Buenos Aires 0:1                                    |
| 19 kwietnia 1925     | CA Tigre - Sportivo Almagro Buenos Aires 0:2                                                       |
| 19 kwietnia 1925     | San Lorenzo de Almagro - Ferro Carril Oeste 3:0 Luis Monti, Pedro Etchegaray, Alfredo Carricaberry |
| 19 kwietnia 1925     | San Isidro Buenos Aires - Defensores de Belgrano Buenos Aires 1:1                                  |
| 19 kwietnia 1925     | CA Platense - Quilmes Athletic Buenos Aires 1:0                                                    |
| 19 kwietnia 1925     | CS Palermo - Estudiantes La Plata 2:3                                                              |
| 19 kwietnia 1925     | Atlanta Buenos Aires - CA Estudiantes 2:2                                                          |
| 19 kwietnia 1925     | Gimnasia y Esgrima La Plata - Independiente 0:0                                                    |
| 25 października 1925 | Argentino del Sud Buenos Aires - Sportivo Buenos Aires 0:1                                         |

### Kolejka 4
| Data                 | Mecz                                                                                             |
| -------------------- | ------------------------------------------------------------------------------------------------ |
| 26 kwietnia 1925     | CA Estudiantes - Gimnasia y Esgrima La Plata 1:0                                                 |
| 26 kwietnia 1925     | Estudiantes La Plata - Atlanta Buenos Aires 1:2                                                  |
| 26 kwietnia 1925     | Quilmes Athletic Buenos Aires - CS Palermo 0:2                                                   |
| 26 kwietnia 1925     | Defensores de Belgrano Buenos Aires - CA Platense 0:1                                            |
| 26 kwietnia 1925     | Ferro Carril Oeste - Argentino del Sud Buenos Aires 1:2                                          |
| 26 kwietnia 1925     | Sportivo Almagro Buenos Aires - San Lorenzo de Almagro 3:1 ?, ? - Pedro Etchegaray               |
| 26 kwietnia 1925     | Excursionistas Buenos Aires - CA Tigre 1:1                                                       |
| 26 kwietnia 1925     | Club Atlético Lanús - Barracas Central Buenos Aires 2:1                                          |
| 26 kwietnia 1925     | Estudiantil Porteño Buenos Aires - Racing Club de Avellaneda 1:2                                 |
| 26 kwietnia 1925     | River Plate - Liberal Argentino Buenos Aires 3:0 Gainzarain, Spadini, Liciardi                   |
| 25 października 1925 | Independiente - CA Vélez Sarsfield 1:1 mecz przerwany - punkty przyznano klubowi Vélez Sarsfield |
| 25 października 1925 | Sportivo Buenos Aires - San Isidro Buenos Aires walkower dla San Isidro Buenos Aires             |

### Kolejka 5
| Data                 | Mecz |
| -------------------- | --- |
| 3 maja 1925          | Liberal Argentino Buenos Aires - CA Banfield 1:0                                                            |
| 3 maja 1925          | Racing Club de Avellaneda - River Plate 3:1 ?, ? - Ronzoni                                                  |
| 3 maja 1925          | CA Tigre - Club Atlético Lanús 1:1                                                                          |
| 3 maja 1925          | San Lorenzo de Almagro - Excursionistas Buenos Aires 2:0 José L. Danielli, Alfredo Carricaberry             |
| 3 maja 1925          | San Isidro Buenos Aires - Ferro Carril Oeste 1:3                                                            |
| 3 maja 1925          | CA Platense - Sportivo Buenos Aires 1:1                                                                     |
| 3 maja 1925          | CS Palermo - Defensores de Belgrano Buenos Aires 1:1                                                        |
| 3 maja 1925          | Gimnasia y Esgrima La Plata - Estudiantes La Plata 1:1 Bacchi - ?                                           |
| 3 maja 1925          | CA Vélez Sarsfield - CA Estudiantes 0:0                                                                     |
| 21 maja 1925         | Atlanta Buenos Aires - Quilmes Athletic Buenos Aires 1:1                                                    |
| 25 października 1925 | Barracas Central Buenos Aires - Estudiantil Porteño Buenos Aires 2:0 mecz przerwany - nie został dokończony |
| 25 października 1925 | Argentino del Sud Buenos Aires - Sportivo Almagro Buenos Aires walkower dla Sportivo Almagro                |

### Kolejka 6
| Data            | Mecz                                                                  |
| --------------- | --------------------------------------------------------------------- |
| 10 maja 1925    | CA Estudiantes - Independiente 0:1                                    |
| 10 maja 1925    | Estudiantes La Plata - CA Vélez Sarsfield 2:1                         |
| 10 maja 1925    | Quilmes Athletic Buenos Aires - Gimnasia y Esgrima La Plata 1:0       |
| 10 maja 1925    | Defensores de Belgrano Buenos Aires - Atlanta Buenos Aires 0:0        |
| 10 maja 1925    | Sportivo Buenos Aires - CS Palermo 0:0                                |
| 10 maja 1925    | Ferro Carril Oeste - CA Platense 1:3                                  |
| 10 maja 1925    | Sportivo Almagro Buenos Aires - San Isidro Buenos Aires 4:1           |
| 10 maja 1925    | Excursionistas Buenos Aires - Argentino del Sud Buenos Aires 2:1      |
| 10 maja 1925    | Club Atlético Lanús - San Lorenzo de Almagro 1:1 ? - Pedro Etchegaray |
| 10 maja 1925    | River Plate - Barracas Central Buenos Aires 1:0 Liciardi              |
| 10 maja 1925    | CA Banfield - Racing Club de Avellaneda 1:1                           |
| 11 czerwca 1925 | Estudiantil Porteño Buenos Aires - CA Tigre 3:1                       |

### Kolejka 7
| Data         | Mecz |
| ------------ | --- |
| 17 maja 1925 | Racing Club de Avellaneda - Liberal Argentino Buenos Aires 1:0                                                                               |
| 17 maja 1925 | Barracas Central Buenos Aires - CA Banfield 1:1                                                                                              |
| 17 maja 1925 | CA Tigre - River Plate 2:0 |
| 17 maja 1925 | San Lorenzo de Almagro - Estudiantil Porteño Buenos Aires 2:1 Pedro Etchegaray, Alfredo Carricaberry - ?                                     |
| 17 maja 1925 | Argentino del Sud Buenos Aires - Club Atlético Lanús 0:0                                                                                     |
| 17 maja 1925 | San Isidro Buenos Aires - Excursionistas Buenos Aires 0:2                                                                                    |
| 17 maja 1925 | CA Platense - Sportivo Almagro Buenos Aires 2:2                                                                                              |
| 17 maja 1925 | CS Palermo - Ferro Carril Oeste 5:1 |
| 17 maja 1925 | Atlanta Buenos Aires - Sportivo Buenos Aires 4:1                                                                                             |
| 17 maja 1925 | Gimnasia y Esgrima La Plata - Defensores de Belgrano Buenos Aires 1:1                                                                        |
| 17 maja 1925 | CA Vélez Sarsfield - Quilmes Athletic Buenos Aires 2:1                                                                                       |
| 17 maja 1925 | Independiente - Estudiantes La Plata 2:4 17/05/1925 en Boedo: San Lorenzo 2 (Pedro Etchegaray y Alfredo Carricaberry), Estudiantil Porteño 1 |

### Kolejka 8
| Data                 | Mecz                                                                  |
| -------------------- | --------------------------------------------------------------------- |
| 24 maja 1925         | Sportivo Buenos Aires - Gimnasia y Esgrima La Plata 3:0               |
| 24 maja 1925         | River Plate - San Lorenzo de Almagro 0:0                              |
| 25 października 1925 | Ferro Carril Oeste - Atlanta Buenos Aires 2:1                         |
| 25 października 1925 | Club Atlético Lanús - San Isidro Buenos Aires 1:3                     |
| 25 października 1925 | CA Banfield - CA Tigre 1:1                                            |
| 1 listopada 1925     | Estudiantes La Plata - CA Estudiantes 4:1                             |
| 1 listopada 1925     | Sportivo Almagro Buenos Aires - CS Palermo 1:1                        |
| 8 listopada 1925     | Liberal Argentino Buenos Aires - Barracas Central Buenos Aires 2:1    |
| 15 listopada 1925    | Excursionistas Buenos Aires - CA Platense 1:2                         |
| 22 listopada 1925    | Quilmes Athletic Buenos Aires - Independiente 2:0                     |
| 29 listopada 1925    | Defensores de Belgrano Buenos Aires - CA Vélez Sarsfield 2:2          |
| 29 listopada 1925    | Estudiantil Porteño Buenos Aires - Argentino del Sud Buenos Aires 0:0 |

### Kolejka 9
| Data         | Mecz |
| ------------ | --- |
| 31 maja 1925 | Barracas Central Buenos Aires - Racing Club de Avellaneda 0:1                                                             |
| 31 maja 1925 | CA Tigre - Liberal Argentino Buenos Aires 1:1                                                                             |
| 31 maja 1925 | San Lorenzo de Almagro - CA Banfield 1:1 Fernando Rivas - ?                                                               |
| 31 maja 1925 | Argentino del Sud Buenos Aires - River Plate 3:1 ?, ? - Passi k                                                           |
| 31 maja 1925 | San Isidro Buenos Aires - Estudiantil Porteño Buenos Aires 0:2                                                            |
| 31 maja 1925 | CA Platense - Club Atlético Lanús 0:1                                                                                     |
| 31 maja 1925 | CS Palermo - Excursionistas Buenos Aires 0:0                                                                              |
| 31 maja 1925 | Atlanta Buenos Aires - Sportivo Almagro Buenos Aires 0:1                                                                  |
| 31 maja 1925 | Gimnasia y Esgrima La Plata - Ferro Carril Oeste 1:0                                                                      |
| 31 maja 1925 | CA Vélez Sarsfield - Sportivo Buenos Aires 1:3                                                                            |
| 31 maja 1925 | Independiente - Defensores de Belgrano Buenos Aires 0:1                                                                   |
| 31 maja 1925 | CA Estudiantes - Quilmes Athletic Buenos Aires 1:2 31/05/1925 en Sarandí: Argentinos del Sud 3, River Plate 1 (Passi (p)) |

### Kolejka 10
| Data           | Mecz |
| -------------- | --- |
| 7 czerwca 1925 | Quilmes Athletic Buenos Aires - Estudiantes La Plata 0:1                                                                            |
| 7 czerwca 1925 | Defensores de Belgrano Buenos Aires - CA Estudiantes 1:0                                                                            |
| 7 czerwca 1925 | Sportivo Buenos Aires - Independiente 0:2                                                                                           |
| 7 czerwca 1925 | Ferro Carril Oeste - CA Vélez Sarsfield 1:1                                                                                         |
| 7 czerwca 1925 | Sportivo Almagro Buenos Aires - Gimnasia y Esgrima La Plata 4:0                                                                     |
| 7 czerwca 1925 | Excursionistas Buenos Aires - Atlanta Buenos Aires 0:0                                                                              |
| 7 czerwca 1925 | Club Atlético Lanús - CS Palermo 2:0                                                                                                |
| 7 czerwca 1925 | Estudiantil Porteño Buenos Aires - CA Platense 0:2                                                                                  |
| 7 czerwca 1925 | River Plate - San Isidro Buenos Aires 2:2 Rofrano, Alvarez - ?, ?                                                                   |
| 7 czerwca 1925 | CA Banfield - Argentino del Sud Buenos Aires 1:0                                                                                    |
| 7 czerwca 1925 | Liberal Argentino Buenos Aires - San Lorenzo de Almagro 1:2 ? - Fernando Rivas, Diego García mecz przerwany - nie został dokończony |
| 7 czerwca 1925 | Racing Club de Avellaneda - CA Tigre 7:0                                                                                            |

### Kolejka 11
| Data            | Mecz                                                                                                   |
| --------------- | --- |
| 14 czerwca 1925 | CA Tigre - Barracas Central Buenos Aires 3:1                                                           |
| 14 czerwca 1925 | San Lorenzo de Almagro - Racing Club de Avellaneda 1:1 Luis Monti - ?                                  |
| 14 czerwca 1925 | Argentino del Sud Buenos Aires - Liberal Argentino Buenos Aires 1:1                                    |
| 14 czerwca 1925 | San Isidro Buenos Aires - CA Banfield 0:1                                                              |
| 14 czerwca 1925 | CA Platense - River Plate 2:0                                                                          |
| 14 czerwca 1925 | CS Palermo - Estudiantil Porteño Buenos Aires 2:1                                                      |
| 14 czerwca 1925 | Atlanta Buenos Aires - Club Atlético Lanús 1:0                                                         |
| 14 czerwca 1925 | Gimnasia y Esgrima La Plata - Excursionistas Buenos Aires 0:0                                          |
| 14 czerwca 1925 | CA Vélez Sarsfield - Sportivo Almagro Buenos Aires 0:1 mecz przerwany - dokończony 6 grudnia 1925 roku |
| 14 czerwca 1925 | Independiente - Ferro Carril Oeste 1:0                                                                 |
| 14 czerwca 1925 | Estudiantes La Plata - Defensores de Belgrano Buenos Aires 1:2                                         |
| 6 grudnia 1925  | CA Vélez Sarsfield - Sportivo Almagro Buenos Aires 0:2 dokończenie meczu z 14 czerwca 1925 roku        |
| 6 grudnia 1925  | CA Estudiantes - Sportivo Buenos Aires 2:0                                                             |

### Kolejka 12
| Data             | Mecz                                                                                                  |
| ---------------- | --- |
| 21 czerwca 1925  | Defensores de Belgrano Buenos Aires - Quilmes Athletic Buenos Aires 2:0                               |
| 21 czerwca 1925  | Sportivo Buenos Aires - Estudiantes La Plata 2:1                                                      |
| 21 czerwca 1925  | Ferro Carril Oeste - CA Estudiantes 0:1                                                               |
| 21 czerwca 1925  | Sportivo Almagro Buenos Aires - Independiente 0:0                                                     |
| 21 czerwca 1925  | Club Atlético Lanús - Gimnasia y Esgrima La Plata 1:2 później Lanús stracił punkty                    |
| 21 czerwca 1925  | Estudiantil Porteño Buenos Aires - Atlanta Buenos Aires 1:0                                           |
| 21 czerwca 1925  | River Plate - CS Palermo 0:1                                                                          |
| 21 czerwca 1925  | CA Banfield - CA Platense 1:2                                                                         |
| 21 czerwca 1925  | Liberal Argentino Buenos Aires - San Isidro Buenos Aires 2:1                                          |
| 21 czerwca 1925  | Racing Club de Avellaneda - Argentino del Sud Buenos Aires 1:0                                        |
| 21 czerwca 1925  | Barracas Central Buenos Aires - San Lorenzo de Almagro 1:3 ? - Constante de Souza (2), Fernando Rivas |
| 12 kwietnia 1925 | Excursionistas Buenos Aires - CA Vélez Sarsfield 0:0                                                  |

### Kolejka 13
| Data            | Mecz                                                               |
| --------------- | ------------------------------------------------------------------ |
| 28 czerwca 1925 | San Lorenzo de Almagro - CA Tigre 2:0 Pedro Etchegaray (2)         |
| 28 czerwca 1925 | Argentino del Sud Buenos Aires - Barracas Central Buenos Aires 2:1 |
| 28 czerwca 1925 | San Isidro Buenos Aires - Racing Club de Avellaneda 1:1            |
| 28 czerwca 1925 | CA Platense - Liberal Argentino Buenos Aires 1:0                   |
| 28 czerwca 1925 | CS Palermo - CA Banfield 0:2                                       |
| 28 czerwca 1925 | Atlanta Buenos Aires - River Plate 1:0                             |
| 28 czerwca 1925 | Gimnasia y Esgrima La Plata - Estudiantil Porteño Buenos Aires 1:0 |
| 28 czerwca 1925 | CA Vélez Sarsfield - Club Atlético Lanús 0:0                       |
| 28 czerwca 1925 | Independiente - Excursionistas Buenos Aires 3:1                    |
| 28 czerwca 1925 | CA Estudiantes - Sportivo Almagro Buenos Aires 0:2                 |
| 28 czerwca 1925 | Estudiantes La Plata - Ferro Carril Oeste 1:0                      |
| 28 czerwca 1925 | Quilmes Athletic Buenos Aires - Sportivo Buenos Aires 2:4          |

### Kolejka 14
| Data                 | Mecz |
| -------------------- | --- |
| 5 lipca 1925         | Ferro Carril Oeste - Quilmes Athletic Buenos Aires 0:1 mecz przerwany - dokończony 29 listopada 1925 roku |
| 5 lipca 1925         | Estudiantil Porteño Buenos Aires - CA Vélez Sarsfield 0:0                                                 |
| 5 lipca 1925         | River Plate - Gimnasia y Esgrima La Plata 0:1                                                             |
| 5 lipca 1925         | CA Tigre - Argentino del Sud Buenos Aires 1:0                                                             |
| 15 sierpnia 1925     | Racing Club de Avellaneda - CA Platense 2:0 Bussolini, Batz                                               |
| 25 października 1925 | Liberal Argentino Buenos Aires - CS Palermo 1:1                                                           |
| 1 listopada 1925     | Club Atlético Lanús - Independiente 2:2                                                                   |
| 22 listopada 1925    | Sportivo Almagro Buenos Aires - Estudiantes La Plata 5:2                                                  |
| 29 listopada 1925    | Ferro Carril Oeste - Quilmes Athletic Buenos Aires 4:2 dokończenie meczu z 5 lipca 1925 roku              |
| 6 grudnia 1925       | Excursionistas Buenos Aires - CA Estudiantes 1:0                                                          |
| 8 grudnia 1925       | Sportivo Buenos Aires - Defensores de Belgrano Buenos Aires 1:2                                           |
| 8 grudnia 1925       | CA Banfield - Atlanta Buenos Aires walkower dla Banfield                                                  |
| 8 grudnia 1925       | Barracas Central Buenos Aires - San Isidro Buenos Aires walkower dla Barracas Central                     |

### Kolejka 15
| Data             | Mecz |
| ---------------- | --- |
| 12 lipca 1925    | Argentino del Sud Buenos Aires - San Lorenzo de Almagro 1:1 ? - Maximino Torres                          |
| 12 lipca 1925    | San Isidro Buenos Aires - CA Tigre 0:1                                                                   |
| 12 lipca 1925    | CS Palermo - Racing Club de Avellaneda 0:0                                                               |
| 12 lipca 1925    | Atlanta Buenos Aires - Liberal Argentino Buenos Aires 0:1                                                |
| 12 lipca 1925    | Gimnasia y Esgrima La Plata - CA Banfield 1:0                                                            |
| 12 lipca 1925    | CA Vélez Sarsfield - River Plate 1:1 ? - Álvarez                                                         |
| 12 lipca 1925    | Independiente - Estudiantil Porteño Buenos Aires 4:0                                                     |
| 12 lipca 1925    | CA Estudiantes - Club Atlético Lanús 0:0                                                                 |
| 12 lipca 1925    | Estudiantes La Plata - Excursionistas Buenos Aires 5:1                                                   |
| 12 lipca 1925    | Quilmes Athletic Buenos Aires - Sportivo Almagro Buenos Aires 2:0 mecz przerwany - nie został dokończony |
| 12 lipca 1925    | Defensores de Belgrano Buenos Aires - Ferro Carril Oeste 1:1                                             |
| 1 listopada 1925 | CA Platense - Barracas Central Buenos Aires 3:4                                                          |

### Kolejka 16
| Data          | Mecz                                                                          |
| ------------- | ----------------------------------------------------------------------------- |
| 19 lipca 1925 | Ferro Carril Oeste - Sportivo Buenos Aires 3:2                                |
| 19 lipca 1925 | Sportivo Almagro Buenos Aires - Defensores de Belgrano Buenos Aires 2:0       |
| 19 lipca 1925 | Excursionistas Buenos Aires - Quilmes Athletic Buenos Aires 1:0               |
| 19 lipca 1925 | Club Atlético Lanús - Estudiantes La Plata 0:0                                |
| 19 lipca 1925 | Estudiantil Porteño Buenos Aires - CA Estudiantes 2:0                         |
| 19 lipca 1925 | River Plate - Independiente 1:0 Liciardi                                      |
| 19 lipca 1925 | CA Banfield - CA Vélez Sarsfield 0:1                                          |
| 19 lipca 1925 | Liberal Argentino Buenos Aires - Gimnasia y Esgrima La Plata 2:1              |
| 19 lipca 1925 | Racing Club de Avellaneda - Atlanta Buenos Aires 2:0                          |
| 19 lipca 1925 | Barracas Central Buenos Aires - CS Palermo 2:4                                |
| 19 lipca 1925 | CA Tigre - CA Platense 0:0                                                    |
| 19 lipca 1925 | San Lorenzo de Almagro - San Isidro Buenos Aires 2:0 Alfredo Carricaberry (2) |

### Kolejka 17
| Data            | Mecz                                                                  |
| --------------- | --------------------------------------------------------------------- |
| 26 lipca 1925   | San Isidro Buenos Aires - Argentino del Sud Buenos Aires 0:1          |
| 26 lipca 1925   | CA Platense - San Lorenzo de Almagro 1:1                              |
| 26 lipca 1925   | CS Palermo - CA Tigre 2:0                                             |
| 26 lipca 1925   | Atlanta Buenos Aires - Barracas Central Buenos Aires 2:0              |
| 26 lipca 1925   | Gimnasia y Esgrima La Plata - Racing Club de Avellaneda 0:2           |
| 26 lipca 1925   | CA Vélez Sarsfield - Liberal Argentino Buenos Aires 0:0               |
| 26 lipca 1925   | Independiente - CA Banfield 1:0                                       |
| 26 lipca 1925   | CA Estudiantes - River Plate 0:1 Álvarez                              |
| 26 lipca 1925   | Quilmes Athletic Buenos Aires - Club Atlético Lanús 2:0               |
| 26 lipca 1925   | Defensores de Belgrano Buenos Aires - Excursionistas Buenos Aires 1:0 |
| 26 lipca 1925   | Sportivo Buenos Aires - Sportivo Almagro Buenos Aires 1:0             |
| 13 grudnia 1925 | Estudiantes La Plata - Estudiantil Porteño Buenos Aires 2:1           |

### Kolejka 18
| Data             | Mecz                                                                 |
| ---------------- | -------------------------------------------------------------------- |
| 2 sierpnia 1925  | Sportivo Almagro Buenos Aires - Ferro Carril Oeste 0:1               |
| 2 sierpnia 1925  | Excursionistas Buenos Aires - Sportivo Buenos Aires 0:1              |
| 2 sierpnia 1925  | Club Atlético Lanús - Defensores de Belgrano Buenos Aires 0:0        |
| 2 sierpnia 1925  | Estudiantil Porteño Buenos Aires - Quilmes Athletic Buenos Aires 1:1 |
| 2 sierpnia 1925  | CA Banfield - CA Estudiantes 1:0                                     |
| 2 sierpnia 1925  | Liberal Argentino Buenos Aires - Independiente 0:4                   |
| 2 sierpnia 1925  | Racing Club de Avellaneda - CA Vélez Sarsfield 1:0                   |
| 2 sierpnia 1925  | Barracas Central Buenos Aires - Gimnasia y Esgrima La Plata 0:2      |
| 2 sierpnia 1925  | CA Tigre - Atlanta Buenos Aires 2:0                                  |
| 2 sierpnia 1925  | San Lorenzo de Almagro - CS Palermo 1:0 Maximino Torres              |
| 2 sierpnia 1925  | Argentino del Sud Buenos Aires - CA Platense 0:1                     |
| 8 listopada 1925 | River Plate - Estudiantes La Plata 1:1 Liciardi - ?                  |

### Kolejka 19
| Data            | Mecz                                                                       |
| --------------- | -------------------------------------------------------------------------- |
| 9 sierpnia 1925 | CA Platense - San Isidro Buenos Aires 1:0                                  |
| 9 sierpnia 1925 | CS Palermo - Argentino del Sud Buenos Aires 1:1                            |
| 9 sierpnia 1925 | Atlanta Buenos Aires - San Lorenzo de Almagro 0:1 Maximino Torres          |
| 9 sierpnia 1925 | Independiente - Racing Club de Avellaneda 0:0                              |
| 9 sierpnia 1925 | CA Estudiantes - Liberal Argentino Buenos Aires 1:1                        |
| 9 sierpnia 1925 | Estudiantes La Plata - CA Banfield 2:0                                     |
| 9 sierpnia 1925 | Quilmes Athletic Buenos Aires - River Plate 1:1 ? - Simmons                |
| 9 sierpnia 1925 | Defensores de Belgrano Buenos Aires - Estudiantil Porteño Buenos Aires 0:0 |
| 9 sierpnia 1925 | Sportivo Buenos Aires - Club Atlético Lanús 2:0                            |
| 9 sierpnia 1925 | Ferro Carril Oeste - Excursionistas Buenos Aires 1:1                       |
| 8 grudnia 1925  | CA Vélez Sarsfield - Barracas Central Buenos Aires 0:0                     |
| 8 grudnia 1925  | Gimnasia y Esgrima La Plata - CA Tigre walkower dla Gimnasia y Esgrima     |

### Kolejka 20
| Data              | Mecz |
| ----------------- | --- |
| 16 sierpnia 1925  | Excursionistas Buenos Aires - Sportivo Almagro Buenos Aires 0:2                                                 |
| 16 sierpnia 1925  | Club Atlético Lanús - Ferro Carril Oeste 1:0                                                                    |
| 16 sierpnia 1925  | Estudiantil Porteño Buenos Aires - Sportivo Buenos Aires 0:0 mecz przerwany - dokończony 22 listopada 1925 roku |
| 16 sierpnia 1925  | River Plate - Defensores de Belgrano Buenos Aires 1:0 Spadea                                                    |
| 16 sierpnia 1925  | CA Banfield - Quilmes Athletic Buenos Aires 0:0                                                                 |
| 16 sierpnia 1925  | Liberal Argentino Buenos Aires - Estudiantes La Plata 2:0 mecz przerwany - nie został dokończony                |
| 16 sierpnia 1925  | Racing Club de Avellaneda - CA Estudiantes 0:0                                                                  |
| 16 sierpnia 1925  | Barracas Central Buenos Aires - Independiente 0:0                                                               |
| 16 sierpnia 1925  | CA Tigre - CA Vélez Sarsfield 3:0                                                                               |
| 16 sierpnia 1925  | San Lorenzo de Almagro - Gimnasia y Esgrima La Plata 1:0 Luis Monti                                             |
| 16 sierpnia 1925  | Argentino del Sud Buenos Aires - Atlanta Buenos Aires 1:2                                                       |
| 16 sierpnia 1925  | San Isidro Buenos Aires - CS Palermo 3:1                                                                        |
| 22 listopada 1925 | Estudiantil Porteño Buenos Aires - Sportivo Buenos Aires 3:6 dokończenie meczu z 16 sierpnia 1925 roku          |

### Kolejka 21
| Data              | Mecz                                                                                              |
| ----------------- | ------------------------------------------------------------------------------------------------- |
| 23 sierpnia 1925  | CS Palermo - CA Platense 1:0                                                                      |
| 23 sierpnia 1925  | Atlanta Buenos Aires - San Isidro Buenos Aires 0:0                                                |
| 23 sierpnia 1925  | CA Vélez Sarsfield - San Lorenzo de Almagro 1:3 ? - Camilo Bonelli, Fernando Rivas, Alfio Foresto |
| 23 sierpnia 1925  | Independiente - CA Tigre 3:1                                                                      |
| 23 sierpnia 1925  | CA Estudiantes - Barracas Central Buenos Aires 0:1                                                |
| 23 sierpnia 1925  | Estudiantes La Plata - Racing Club de Avellaneda 1:1                                              |
| 23 sierpnia 1925  | Quilmes Athletic Buenos Aires - Liberal Argentino Buenos Aires 0:0                                |
| 23 sierpnia 1925  | Defensores de Belgrano Buenos Aires - CA Banfield 1:0                                             |
| 23 sierpnia 1925  | Sportivo Buenos Aires - River Plate 2:1 ?, ? - Fallati                                            |
| 23 sierpnia 1925  | Ferro Carril Oeste - Estudiantil Porteño Buenos Aires 1:0                                         |
| 8 listopada 1925  | Gimnasia y Esgrima La Plata - Argentino del Sud Buenos Aires 3:0                                  |
| 29 listopada 1925 | Sportivo Almagro Buenos Aires - Club Atlético Lanús 1:2                                           |

### Kolejka 22
| Data              | Mecz                                                                     |
| ----------------- | ------------------------------------------------------------------------ |
| 30 sierpnia 1925  | Club Atlético Lanús - Excursionistas Buenos Aires 2:0                    |
| 30 sierpnia 1925  | Estudiantil Porteño Buenos Aires - Sportivo Almagro Buenos Aires 0:1     |
| 30 sierpnia 1925  | River Plate - Ferro Carril Oeste 0:1                                     |
| 30 sierpnia 1925  | CA Banfield - Sportivo Buenos Aires 3:3                                  |
| 30 sierpnia 1925  | Racing Club de Avellaneda - Quilmes Athletic Buenos Aires 5:0            |
| 30 sierpnia 1925  | Barracas Central Buenos Aires - Estudiantes La Plata 2:2                 |
| 30 sierpnia 1925  | CA Tigre - CA Estudiantes 3:1                                            |
| 30 sierpnia 1925  | San Lorenzo de Almagro - Independiente 0:1                               |
| 30 sierpnia 1925  | Argentino del Sud Buenos Aires - CA Vélez Sarsfield 2:1                  |
| 30 sierpnia 1925  | San Isidro Buenos Aires - Gimnasia y Esgrima La Plata 3:1                |
| 30 sierpnia 1925  | CA Platense - Atlanta Buenos Aires 3:1                                   |
| 22 listopada 1925 | Liberal Argentino Buenos Aires - Defensores de Belgrano Buenos Aires 0:1 |

### Kolejka 23
| Data                 | Mecz                                                                |
| -------------------- | ------------------------------------------------------------------- |
| 18 października 1925 | Atlanta Buenos Aires - CS Palermo 0:2                               |
| 18 października 1925 | Gimnasia y Esgrima La Plata - CA Platense 2:1                       |
| 18 października 1925 | CA Vélez Sarsfield - San Isidro Buenos Aires 1:1                    |
| 18 października 1925 | Independiente - Argentino del Sud Buenos Aires 3:0                  |
| 18 października 1925 | CA Estudiantes - San Lorenzo de Almagro 1:3                         |
| 18 października 1925 | Estudiantes La Plata - CA Tigre 5:0                                 |
| 18 października 1925 | Quilmes Athletic Buenos Aires - Barracas Central Buenos Aires 4:1   |
| 18 października 1925 | Defensores de Belgrano Buenos Aires - Racing Club de Avellaneda 1:3 |
| 18 października 1925 | Sportivo Buenos Aires - Liberal Argentino Buenos Aires 1:1          |
| 18 października 1925 | Sportivo Almagro Buenos Aires - River Plate 1:1 ? - Cándido García  |
| 18 października 1925 | Excursionistas Buenos Aires - Estudiantil Porteño Buenos Aires 2:1  |
| 1 listopada 1925     | Ferro Carril Oeste - CA Banfield 2:2                                |

### Kolejka 24
| Data              | Mecz                                                                    |
| ----------------- | ----------------------------------------------------------------------- |
| 13 września 1925  | Estudiantil Porteño Buenos Aires - Club Atlético Lanús 2:0              |
| 13 września 1925  | River Plate - Excursionistas Buenos Aires 0:1                           |
| 13 września 1925  | CA Banfield - Sportivo Almagro Buenos Aires 1:3                         |
| 13 września 1925  | Liberal Argentino Buenos Aires - Ferro Carril Oeste 1:0                 |
| 13 września 1925  | Racing Club de Avellaneda - Sportivo Buenos Aires 1:0                   |
| 13 września 1925  | Barracas Central Buenos Aires - Defensores de Belgrano Buenos Aires 1:1 |
| 13 września 1925  | CA Tigre - Quilmes Athletic Buenos Aires 1:3                            |
| 13 września 1925  | Argentino del Sud Buenos Aires - CA Estudiantes 2:0                     |
| 13 września 1925  | San Isidro Buenos Aires - Independiente walkower dla Independiente      |
| 13 września 1925  | CA Platense - CA Vélez Sarsfield 2:2                                    |
| 13 września 1925  | CS Palermo - Gimnasia y Esgrima La Plata 2:0                            |
| 15 listopada 1925 | San Lorenzo de Almagro - Estudiantes La Plata 4:2                       |

### Kolejka 25
| Data                 | Mecz                                                                                          |
| -------------------- | --------------------------------------------------------------------------------------------- |
| 20 września 1925     | Gimnasia y Esgrima La Plata - Atlanta Buenos Aires 0:0                                        |
| 20 września 1925     | CA Vélez Sarsfield - CS Palermo 2:1                                                           |
| 20 września 1925     | Independiente - CA Platense 0:3                                                               |
| 20 września 1925     | CA Estudiantes - San Isidro Buenos Aires 0:6                                                  |
| 20 września 1925     | Estudiantes La Plata - Argentino del Sud Buenos Aires 2:1                                     |
| 20 września 1925     | Defensores de Belgrano Buenos Aires - CA Tigre 2:0                                            |
| 20 września 1925     | Sportivo Buenos Aires - Barracas Central Buenos Aires walkower dla Barracas Central           |
| 20 września 1925     | Ferro Carril Oeste - Racing Club de Avellaneda 1:2                                            |
| 20 września 1925     | Sportivo Almagro Buenos Aires - Liberal Argentino Buenos Aires 1:0                            |
| 20 września 1925     | Excursionistas Buenos Aires - CA Banfield 1:2                                                 |
| 20 września 1925     | Club Atlético Lanús - River Plate 1:0                                                         |
| 25 października 1925 | Quilmes Athletic Buenos Aires - San Lorenzo de Almagro 2:2 ?, ? - Luis Monti, Maximino Torres |

### Końcowa tabela sezonu 1925 ligi Asociación Amateurs de Football
| Poz | Klub                                | Mecze | Zw | Rem | Por | Pkt | BrZd | BrStr |
| --- | ----------------------------------- | ----- | -- | --- | --- | --- | ---- | ----- |
| 1   | Racing Club de Avellaneda           | 24    | 15 | 9   | 0   | 39  | 40   | 10    |
| 2   | San Lorenzo de Almagro              | 24    | 14 | 8   | 2   | 36  | 41   | 20    |
| 3   | Sportivo Almagro Buenos Aires       | 24    | 14 | 4   | 6   | 32  | 37   | 17    |
| 4   | CA Platense                         | 24    | 13 | 6   | 5   | 32  | 34   | 21    |
| 5   | Estudiantes La Plata                | 24    | 12 | 6   | 6   | 30  | 45   | 31    |
| 6   | Independiente                       | 24    | 11 | 7   | 6   | 29  | 29   | 17    |
| 7   | CS Palermo                          | 24    | 10 | 8   | 6   | 28  | 32   | 21    |
| 8   | Sportivo Buenos Aires               | 24    | 11 | 5   | 8   | 27  | 39   | 30    |
| 9   | Defensores de Belgrano Buenos Aires | 24    | 9  | 9   | 6   | 27  | 21   | 19    |
| 10  | Club Atlético Lanús                 | 24    | 9  | 9   | 6   | 27  | 21   | 19    |
| 11  | Liberal Argentino Buenos Aires      | 24    | 9  | 8   | 7   | 26  | 19   | 21    |
| 12  | Gimnasia y Esgrima La Plata         | 24    | 9  | 5   | 10  | 23  | 19   | 24    |
| 13  | Quilmes Athletic Buenos Aires       | 24    | 7  | 8   | 9   | 22  | 28   | 32    |
| 14  | Excursionistas Buenos Aires         | 24    | 7  | 8   | 9   | 22  | 17   | 25    |
| 15  | CA Banfield                         | 24    | 7  | 7   | 10  | 21  | 20   | 29    |
| 16  | CA Tigre                            | 24    | 8  | 5   | 11  | 21  | 26   | 39    |
| 17  | River Plate                         | 24    | 7  | 6   | 11  | 20  | 21   | 24    |
| 18  | Atlanta Buenos Aires                | 24    | 6  | 8   | 10  | 20  | 19   | 23    |
| 19  | Argentino del Sud Buenos Aires      | 24    | 7  | 6   | 11  | 20  | 20   | 25    |
| 20  | CA Vélez Sarsfield                  | 24    | 4  | 12  | 8   | 20  | 18   | 29    |
| 21  | Ferro Carril Oeste                  | 24    | 7  | 5   | 12  | 19  | 27   | 37    |
| 22  | Barracas Central Buenos Aires       | 24    | 6  | 6   | 12  | 18  | 22   | 36    |
| 23  | San Isidro Buenos Aires             | 24    | 5  | 6   | 13  | 16  | 24   | 30    |
| 24  | Estudiantil Porteño Buenos Aires    | 24    | 5  | 4   | 15  | 14  | 19   | 33    |
| 25  | CA Estudiantes                      | 24    | 3  | 5   | 16  | 11  | 12   | 38    |